# David André
Pour les articles homonymes, voir André.
David André est un réalisateur, scénariste et journaliste français, lauréat du Prix Albert-Londres.

## Biographie
Né à Lille, il est titulaire d’une licence d’Histoire contemporaine. Il est diplômé du Centre de Formation des Journalistes (Paris, CFJ). Il est également lauréat de l’Atelier Scénario de la FÉMIS (École supérieure des métiers de l’image et du son).

## Grands reportages et documentaires
Dans les années 2000, il travaille comme reporter à l’agence CAPA. Il fonde la société Brotherfilms avec Emmanuel François. Il devient réalisateur et scénariste indépendant. 
Il réalise de nombreux grands reportages en France, en Europe, en Asie, en Amérique du Nord ou en Amérique latine, régulièrement diffusés par Canal Plus, France 2 et Arte.
Parmi les documentaires distingués par les festivals ou par la critique : 
- « La guerre secrète du kidnapping » (2001) 
Film de 60’ décrivant l’économie souterraine qui oppose les multinationales et les guérillas enlevant des expatriés. Grand Prix du Festival du Grand Reportage d’Actualité (FIGRA)[2], Rockie Award au Banff Film Festival (Canada)[3].
- « Une peine infinie, histoire d’un condamné à mort » (2011) 
Long-métrage documentaire tourné sur une période de 10 ans en Oklahoma et racontant le destin d’un jeune condamné à mort américain[4]. Salué par le prestigieux Prix Albert-Londres[5],[6],[7] en 2011, le film obtient également le Prix Amnesty International au Festival de Thessalonique[8]. « Une réflexion incarnée et troublante sur la peine de mort, les dégâts qu’elle cause et la part qu’elle occupe dans la culture américaine » selon le journal Libération[9].
- « La vie amoureuse des prêtres » (2011) 
« Un documentaire à la fois audacieux et pudique » (Télérama)[10] Diffusé par France 2, le film suit un jeune prêtre dévoilant ouvertement à l’écran sa liaison avec une femme, puis son exclusion par l’Eglise.
- « Les stratèges » (2012)
Réalisé avec Thomas Legrand (éditorialiste politique à France Inter), diffusé par Canal Plus, ce documentaire de 90 minutes dévoile les coulisses de l’élection présidentielle de 2012[11]. « Une saisissante plongée dans les arcanes de la quête du pouvoir »  (Le Figaro[12]. « Un docu fleuve où l’essence du combat politique transparaît » (Les Inrockuptibles)[13].
- « Chante ton bac d’abord » (2014)[14] 
 Documentaire social et chanté par ses protagonistes. Il met en scène les aspirations de la jeunesse dans les territoires touchés par la désindustrialisation en France. Diffusé par France Télévisions, sorti en salle et projeté à l’Élysée en présence du Président de la République et des protagonistes du film[15], « Chante ton bac d’abord » est distingué par plusieurs récompenses : il obtient le FIPA d’Or du documentaire de création[16],[17], l’Étoile de la Scam 2015, les Lauriers du documentaire de société 2014. Il est aussi nommé dans de nombreux festivals en France ou à l’étranger : Prix Lumière de la presse internationale, prix Europa, Festival de Thessalonique, Festival Paris-Cinéma, Colcoa Film Festival L.A., INPUT TV Tokyo, Vancouver Film Festival, Documenta Madrid, Trophées du Film Français.  « Un vrai moment de grâce » (Le Parisien)[18] ; « Un coup de génie » (Le Monde)[19] ; « Un Ken loach musical » (France Culture)[19] ; « Un puissant mode d’expression de l’intime » (Télérama) ; “We Did It on a Song deserves extra credit for trying to pull off something new” (Hollywood Reporter)[20].
- « Du côté des vivants » (2015)
Documentaire hommage à la rédaction de Charlie Hebdo[21]. Projeté à Paris en présence du Ministre de la Culture et hors-compétition lors du FIPA 2016, le film a été diffusé à plusieurs reprises sur France 2. Le documentaire, propose onze évocations, chacune naissant à partir d'un détail cher aux personnes assassinées ou rescapées. Un « grand film » pour l'Obs[22]. Un travail « d'une infinie délicatesse qui confine parfois à la poésie » pour l'Humanité[23].
- « Les lycéens, le traître et les Nazis » (2019)
Ce documentaire de 60' raconte l'histoire d'un réseau de lycéens résistants pendant la guerre, le corps franc Liberté, en rendant vie à cette épopée historique dans un mélange de fiction et d'archives, décrit par Télérama comme un film qui « sort le documentaire d'histoire de ses rails ». Le film est sélectionné en compétition officielle FIPA DOC 2020. Il obtient le prix de la meilleure réalisation au Festival de Luchon 2020.
- "Dale l'infiltré" (2024)
- Série documentaire. Diffusion Canal Plus. 4 épisodes . La série raconte l'histoire de Dale Sutherland, pasteur américain et policier infiltré dans les gangs de Washington. Parallèlement à ses travaux comme réalisateur, David André a accompagné plusieurs réalisateurs comme producteur artistique et éditorial au sein de la société Brotherfilms, qu’il a fondée avec Emmanuel François en 2012 (et quittée en 2019)[24]. La série est en compétition à Cannes Series 2024.

Il assure pour Canal Plus la production éditoriale et artistique d'une trilogie de documentaires politiques, aux côtés de Thomas Legrand (éditorialiste politique à France Inter) :
- « Les stratèges » (2012) - Réalisé par David André et Thomas Legrand
- « Paris 2014 » (2014) - Réalisé par Nicolas Glimois et Thomas Legrand
- « Instincts Primaires » (2016) - Réalisé par Bruno Joucla et Thomas Legrand

Il a également été le producteur éditorial et artistique de plusieurs documentaires diffusés par France Télévisions :
- « L'embuscade » (2013) - Réalisé par Jérôme Fritel
- « Daraya, la bibliothèque sous les bombes » (2018) - Réalisé par Delphine Minoui et Bruno Joucla
- « Tu seras mère ma fille » (2018) - Réalisé par Camille Ménager et Bruno Joucla

## Cinéma et séries
En 2022,  il réalise La fille au coeur de cochon. Une série de fiction co-écrite avec Alice Vial, explorant les thème de l’intelligence et de la souffrance animales. Produite par la société Lionfish Films, distribuée par Wild Bunch, diffusée par France TV / Slash, la série est sélectionnée en compétition au Festival de la Fiction de La Rochelle 2022.
Il développe avec la société Haut et court le projet de long métrage Corde sensible écrit en collaboration avec Violette Garcia et Julie Peyr
En 2025, il réalise la série documentaire Dale l'infiltré, diffusée sur Canal+.

## Musique
David André a également été compositeur, auteur et musicien dans les années 1990 au sein de la formation Dr.No (premières parties de Toots & The Maytals, Burning Spear).
Il a aussi signé les paroles et musiques de plusieurs chansons pour la chanteuse-égérie Dani (chansons produites par Étienne Daho, arrangées par Chilly Gonzales et Renaud Letang),,,.
Il a composé et écrit pour Marianne James (Royal Tease/Warner),.
Il est aussi l’auteur et le compositeur des chansons du film « Chante ton bac d’abord » (Because music) arrangées par le compositeur Grégoire Hetzel et le collectif LoW Entertainment.